# Rachel Z
Rachel Carmel Nicolazzo, plus connue sous le nom de Rachel Z, est une pianiste de jazz américaine née le 28 décembre 1962 à Manhattan.

## Biographie

### Jeunesse et formation
La mère de Rachel Carmel Nicolazzo, chanteuse d'opéra, inscrit sa fille à des cours de chant dès ses 2 ans, avant de commencer l'étude du piano à 7 ans. À 15 ans, elle joue dans un groupe de reprises de Steely Dan.
Alors qu'elle prend des cours d'été au Berklee College of Music à Boston, elle découvre le jazz via l'album Miles Smiles de Miles Davis. De retour à Manhattan, elle monte le quintette Nardis.
Elle est diplômée du Conservatoire de la Nouvelle Angleterre, où elle étudie avec Joanne Brackeen. Elle a également étudié avec Charlie Banacos (en) et Richie Beirach. Elle joue professionnellement dans et autour de Boston, notamment avec Miroslav Vitouš.
En 1988, elle retourne à New York et coécrit l'album Tokyo Blue, Najee, un camarade saxophoniste. Elle joue des claviers avec le groupe de jazz fusion Steps Ahead jusqu'en 1996, ainsi qu'avec Al Di Meola, Larry Coryell ou Angela Bofill. Le leader de Steps Ahead, Mike Mainieri, lui suggère de se faire appeler Rachel Z, un nom plus facile à écrire.

### Années 1990
Signée à Columbia par George Butler et produite par Mike Mainieri, elle sort l'influent Trust the Universe (1992), qui comprend une face A jazz avec Charnett Moffett et Al Foster, et une face B plus électrique avec Lenny White et Victor Bailey. On entend sur l'album l'influence d'Herbie Hancock et de Chick Corea ; le titre Nardis est un succès radio.
Elle collabore avec différents musiciens, se créant une renommée sur la scène jazz. En 1994, elle commence à jouer avec Wayne Shorter, qu'elle accompagne le saxophoniste durant plusieurs tournées mondiales. Elle écrit des arrangements et joue des claviers sur l'album High Life (1995, Grammy Award du meilleur album de jazz contemporain).
Après avoir quitté Steps Ahead, elle publie son deuxième album en tant que leadeuse, Room of One's Own – A Tribute to Women Artists (1996) est un hommage aux nombreuses femmes artistes qui ont joué un rôle important dans sa vie ; le titre est emprunté au livre éponyme de Virginia Woolf. On y entend des arrangements de Maria Schneider et Alvaro Cordero. L'album est salué par la critique pour la qualité des compositions et des arrangements, et reçoit 4 étoiles dans DownBeat. Son trio régulier de l'époque est exclusivement féminin, avec Tracy Wormworth (en) à la basse et Cindy Blackman à la batterie.
Elle travaille également avec l'italien Pino Daniele à partir de 1996.
En 1998, elle publie chez GRP Records Love Is the Power, un album de smooth jazz teinté de hip-hop.
En 1999, Rachel Z participe à Vertú, un projet de jazz fusion avec Stanley Clarke et Lenny White, sur lequel on entend également Karen Briggs au violon et Richie Kotzen à la guitare. L'album est salué par All About Jazz.

### Années 2000
Elle forme un nouveau trio acoustique avec Miriam Sullivan (basse) et Allison Miller (batterie). Le groupe publie On The Milkyway Express: A Tribute to Wayne Shorter (2000),,. Dans le même temps, Rachel Z chante avec son groupe de rock Peacebox, dans lequel on retrouve Miriam Sullivan.
En 2002, elle a enregistre Moon at the Window, un hommage à Joni Mitchell, avec un nouveau trio composé de Patricia Des Lauriers (basse) et Bobbie Rae (batterie),.
Elle ne tourne pas avec album, puisque Peter Gabriel lui propose de le rejoindre, par l'entremise de Mike Mainieri. Elle joue avec lui de 2002 à 2006 lors de ses tournées Growing Up, ce qui lui donne l'occasion d'élargir son audience et de travailler avec le bassiste Tony Levin.
Everlastin sort en 2004, avec des reprises de Johnny Cash, the Rolling Stones et the Smashing Pumpkins,,.
Elle publie Grace en 2005, son premier album vocal, enregistré dans une église (bien qu'elle joue également en trio au piano, elle n'est d'ailleurs créditée que comme vocaliste dans la pochette). On y trouve plusieurs reprises : Joga de Björk, One de U2 ou Come as You Are de Kurt Cobain. Certains critiques s'avèrent sceptiques devant ses talents de chanteuse,tout en louant son travail au piano.
En 2007 sort Dept. of Good and Evil, avec le batteur Bobby Rae et le bassiste Maeve Royce. Cet album mêle le jazz et la pop, avec notamment des reprises de Death Cab for Cutie, The Church ou Yeah Yeah Yeahs,.

### Années 2010
En 2010, Rachel forme un nouveau groupe avec son mari Omar Hakim, appelé The Trio Of OZ. Leur premier album The Trio of OZ sort en 2010 sur leur label Ozmosis Records.
Elle participe à l'album We Are One d'Omar Hakim en 2014.

## Style
La critique a souvent négligé la musicienne, associée au smooth jazz et au jazz fusion, avec une esthétique tendant parfois vers le New Age. Pourtant, si Rachel Z ne prend pas toujours beaucoup de risque (dynamique et tessiture un peu restreintes) c'est une excellente pianiste post-bop, qui sait trouver son chemin dans des progressions harmoniques sinueuses tout en ayant un réel sens de la mélodie et de la narration. Elle approche l'harmonie de façon abstraite, dans la lignée de Wayne Shorter ou d'Herbie Hancock.
Parmi ses influences, on peut citer Herbie Hancock, Chick Corea, Bill Evans, ou encore McCoy Tyner et Al Di Meola.
De la même façon que Brad Mehldau ou The Bad Plus, elle intègre de nombreuses chansons pop ou rock dans son répertoire : Alanis Morissette (Love is the Power, 1998), Joni Mitchell (Moon at the Window, 2002), Soundgarden (Everlasting, 2004), Nirvana (Grace, 2005), Death Cab for Cutie, The Church, Yeah Yeah Yeahs (Dept. of Good and Evil, 2007), etc.

## Discographie

### Solo
- 1993 : Trust The Universe (Columbia)
- 1996 : Room Of One's Own (NYC)
- 1998 : Love Is The Power (GRP Records)
- 2000 : On The Milkyway Express: A Tribute to Wayne Shorter (Tone Center)
- 2002 : Moon At The Window: Jazz Impressions Of Joni Mitchell (Tone Center)
- 2003 : First Time Ever I Saw Your Face (Venus)
- 2004 : Everlasting (Tone Center)
- 2005 : Grace (Chesky)
- 2007 : Dept of Good and Evil (Savoy Jazz/WEA)

### Avec The Trio of OZ
- 2010 : The Trio of OZ (OZmosis)

### Collaborations
Avec Steps Ahead
- 1990 : Yin Yang (NYC)

Avec Al Di Meola
- 1991 : Kiss My Axe (en) (Tomato)
- 1998 : The Infinite Desire (en) (Universal)

Avec Bobby Watson
- 1995 : Urban Renewal (Kokopelli)

Avec Regina Carter
- 1995 : Regina Carter (Atlantic)

Avec Wayne Shorter
- 1996 : High Life (en) (Verve)

Avec Stanley Clarke et Richie Kotzen
- 1999 : Vertú (Sony Music)

Avec Pino Daniele
- 2001 : Medina (Sony)
- 2002 : Pino Daniele, Francesco De Gregori, Fiorella Mannoia, Ron - In Tour (Sony)
- 2002 : Concerto: Medina Live (Sony)
- 2009 : Electric Jam (Sony)
- 2010 : Boogie Boogie Man (Sony)
- 2012 : La Grande Madre (Blue Drag/Sony)

Avec Peter Gabriel
- 2003 : Hit (Real World)
- 2003 : Growing Up Live (Geffen/Virgin Records)
- 2005 : Still Growing Up Live & Unwrapped (Real World)

Avec Omar Hakim
- 2013 : We are One (OZmosis)

Avec Wayne Escoffery (en)
- 2013 : Firehouse 12 (Sunnyside)

Avec Terri Lyne Carrington
- 2015 : Mosaic 2 (Concord)